# Lhotka (Ruda)
Lhotka (německy Lhotka) je malá vesnice, část obce Ruda v okrese Žďár nad Sázavou. Nachází se asi 2,5 km na jih od Rudy. Prochází zde dálnice D1 a silnice II/390. V roce 2009 zde bylo evidováno 19 adres. V roce 2001 zde trvale žilo 32 obyvatel.
Lhotka leží v katastrálním území Lhotka u Velkého Meziříčí o rozloze 2,64 km2.

## Pamětihodnosti
- kaple sv. Cyrila a Metoděje
- kříž rodiny Lysých
- památník vystěhování občanů[6]

## Doprava
Lhotka se nachází na silnici II/390 mezi Osovou Bítýškou a Tasovem, silnice neprochází přímo zástavbou, ale obchází ji. V těsném sousedství Lhotky se nachází exit 153 dálnice D1. Ze Lhotky dále vede zpevněná polní cesta do nedaleké Holubí Zhoře.
Ve vsi se nachází autobusová zastávka Ruda, Lhotka, kde zastavují autobusy na lince Velké Meziříčí–Lhotka.
Se spádovou obcí Ruda nemá Lhotka autobusové spojení a nejbližší silniční cesta vede nepřímo přes Křeptovský Dvůr. Občanská vybavenost se nachází v nedalekém městečku Tasov či v 8 kilometrů vzdáleném Velkém Meziříčí.
Lhotkou neprochází žádné turistické či cyklistické trasy.